# Paride Grillo
Paride Grillo (Varese, 23 de març de 1982) va ser un ciclista italià, professional del 2005 al 2010. Un greu accident al 2008, el va deixar més d'un any sense competir.

## Palmarès
- 2002
  - 1r a la Copa Ciutat de Melzo
  - 1r al Gran Premi Somma
- 2004
  - 1r al Trofeu Antonietto Rancilio
  - 1r al Trofeu Franco Balestra
- 2005
  - Vencedor d'una etapa al Circuit de Lorena
  - Vencedor d'una etapa a la Volta a Dinamarca
- 2006
  - 1r al Gran Premi de la vila de Rennes
  - Vencedor d'una etapa al Circuit de La Sarthe
  - Vencedor d'una etapa al Brixia Tour
- 2007
  - Vencedor d'una etapa al Circuit de La Sarthe
  - Vencedor de 2 etapes a la Volta a Portugal

### Resultats al Giro d'Itàlia
- 2005. 143è de la classificació general
- 2007. Abandona (10a etapa)